# Armand Coussens
Armand Coussens (1881-1935) est un peintre, graveur, et illustrateur français, réputé pour ses eaux-fortes.

## Biographie
Né à Saint-Ambroix (Gard) le 4 décembre 1881 et cévenol par sa mère, Armand Coussens étudie à l'école des beaux-arts de Nîmes dans la classe d'Alexis Lahaye, qui incite le jeune-homme à monter à Paris pour tenter le prix de Rome,. 
De 1900 à 1907, Coussens passe son temps à peindre les quais de Seine, et à fréquenter les cabarets de Montmartre, plutôt que de tenter le concours. Il collabore durant cette époque à des périodiques illustrés comme Le Rire, Le Cri de Paris, L'Assiette au beurre ou Cocorico. Ses peintures sont marquées par le courant post-impressionniste et Coussens semble avoir été influencé par Jean-François Raffaëlli. Durant son séjour, il fréquente André Salmon, Jean Moréas, et Paul Fort.
Puis, lassé[réf. souhaitée], il retourne vivre à Nîmes qu'il ne quittera plus et parcourt la Provence. Entre 1907 et 1913, il collabore à l'hebdomadaire satirique Le Cri de Nîmes.
Il devient en 1908 professeur de dessin aux beaux-arts de Nîmes, engagé par Lahaye, devenu directeur.
À compter de 1912, Coussens se lance activement dans la gravure. Il pratique l'eau-forte, le vernis mou, l'aquatinte en noir et en couleurs, produit quelques lithographies et monotypes. Son œuvre gravé compte 208 pièces originales dont certaines sont peu connues. Il tirait ses épreuves sur sa propre presse, héritée de son premier imprimeur, Vernant. Il cessera de graver en 1933. Ses maîtres en la matière sont Rembrandt, Charles Meryon, Honoré Daumier et Gustave Doré.
Reconnues de son vivant, huit de ses gravures sont achetées par le musée du Luxembourg en 1919 et il fait l'objet d'articles dans la revue internationale The Studio, à plusieurs reprises (1921-1924), ainsi que dans Byblis (1922).
En 1922, il illustre un recueil de Francis Jammes, Le Poète et l'inspiration, publié à Nîmes chez Comès.
En 1928, le magazine L’Illustration publie une nouvelle d’Albert Londres, intitulée « Figures de nomades», sur Marius Gardebois dit « le Savoureux », bagnard et romanichel, illustrée de gravures de Coussens.  
Il meurt à Nîmes le 2 février 1935, apparemment victime des vapeurs nocives de l’acide nitrique qu’il utilisait pour ses plaques à graver.
Son épouse, Jeanne, née Amblard, elle-même peintre, légua au musée de Nîmes plusieurs toiles. Tous deux reposent au cimetière de La Roque-sur-Cèze (Gard). C'est dans ce village pittoresque que Jeanne et Armand Coussens passèrent pendant plus de vingt ans leurs vacances d'été, dans l'ancien presbytère. La rivière et les paysans de La Roque furent une puissante source d'inspiration pour ces deux peintres.

## Postérité
- Le collège de Saint-Ambroix, dont la mairie possède de nombreuses œuvres exposées, est nommé d'après lui.

## Quelques estampes

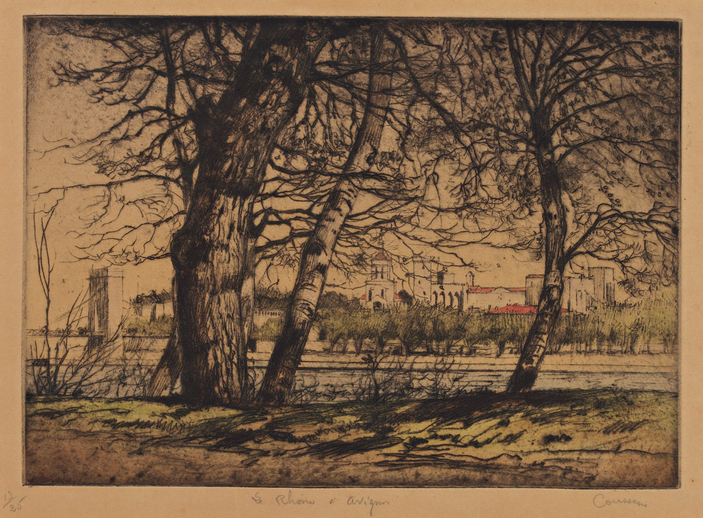
Le Rhône à Avignon, aquatinte en couleurs
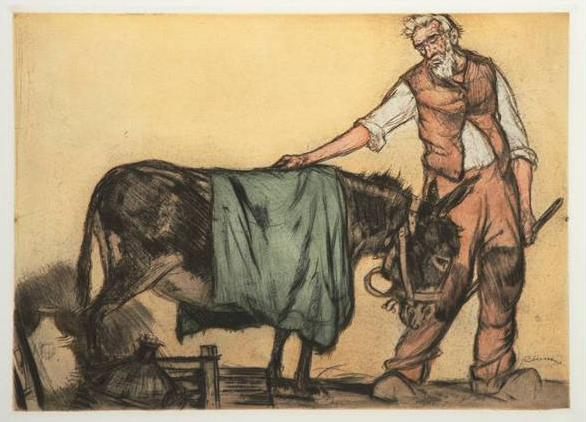
Deux vieux amis, vernis mou en couleurs (1928, chalcographie du Louvre)
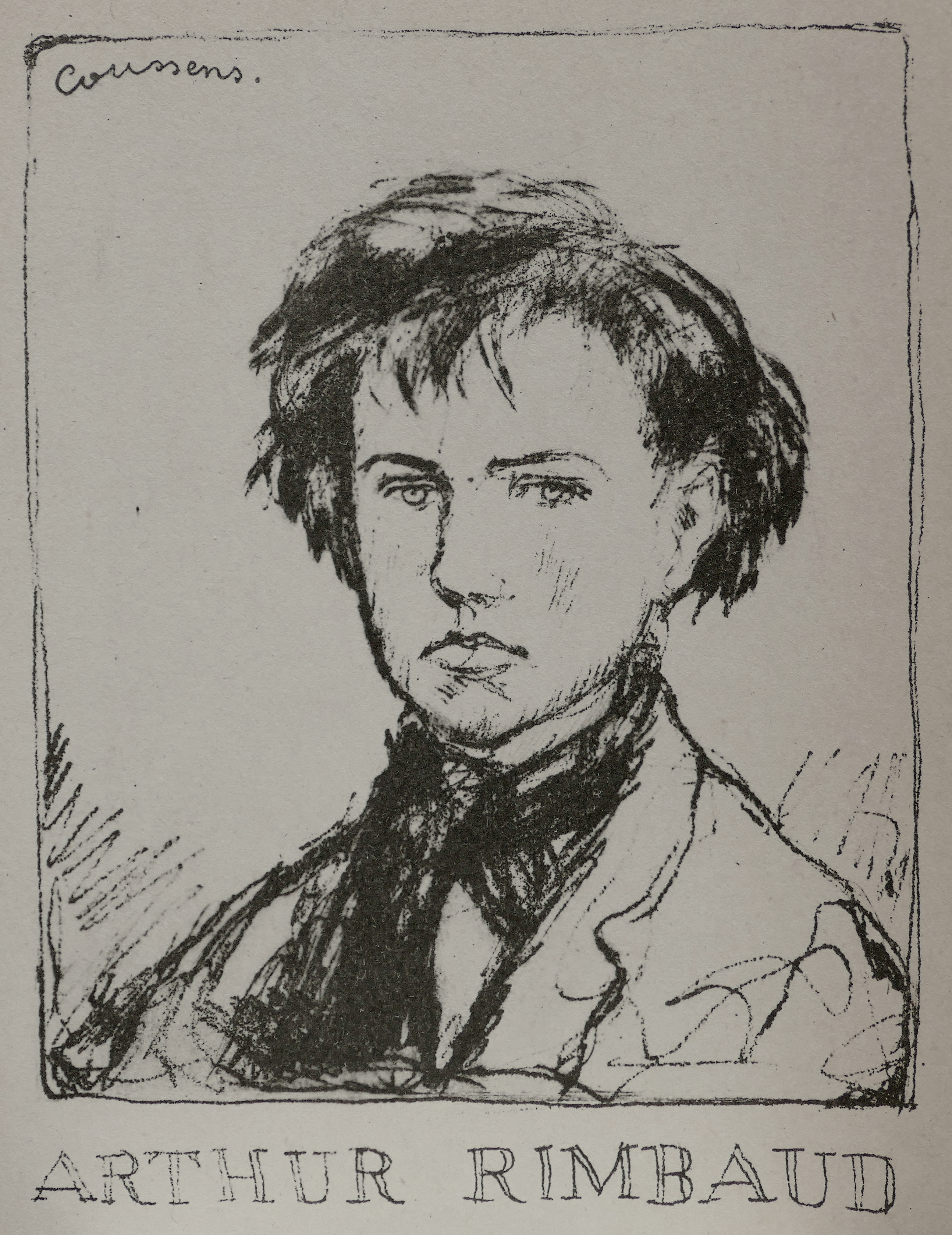
Portrait d'Arthur Rimbaud, eau-forte vers 1923.

## Livres illustrés
- André Suarès, Saint-Juin de la primevère, Nîmes, Société nîmoise des amis des livres, 1926.
- Joris-Karl Huysmans, À rebours, dix-huit gravures, Paris, Simon Kra, 1927 (lire en ligne sur Gallica).
- Abbé Fabre, Jean-l'ont-pris, traduit du Languedocien et préfacé par Marcel Coulon, quatre cuivres d'Armand Coussens, Paris, éditions du Trianon, 1929.
- Paul Arène, Jean des figues, Lyon, Association lyonnaise des cinquante, 1929.
- Paul Arène, Neuf contes, Nîmes, Société nîmoise des amis du livre, 1930.
- Pierre Louÿs, La Femme et le pantin, trente-deux gravures hors-textes, Paris, Albin Michel, 1932.
- Jean Boucoiran, La Sylvie de Gérard de Nerval, portrait gravé, Nîmes, Lapeyre Tallez, 1933.
- Paul Arène, La mort de Pan, publié après la mort de l'artiste, Paris, Carteret éditeur, 1945.